# Mackinaw (rivière)
La rivière Mackinaw (en anglais : Mackinaw River ou Mackinac) est un affluent  de la rivière Illinois dans l'État américain de l'Illinois, donc un sous-affluent du fleuve le Mississippi.

## Géographie
De 210 km de long.

### Bassin versant
Son bassin versant couvre environ 3 000 km2 et contient certaines des terres agricoles les plus productives des États-Unis. 

## Aménagements et écologie
La rivière elle-même maintient certains des ruisseaux de la plus haute qualité de l'État et fournit un habitat pour 60 à 70 espèces de poissons indigènes et 25 à 30 espèces de moules. 

## Étymologie
Son nom, également orthographié Mackinac, est dérivé du mot Ojibwe mikinaak qui signifie "tortue".